# Ottokar Tumlirz
Ottokar Anton Alois Tumlirz, auch Tumlir, (* 17. Januar 1856 in Weipert, Böhmen; † 4. Mai 1928 in Innsbruck) war ein böhmisch-österreichischer Physiker.

## Leben
Tumlirz war der Sohn eines Zollbeamten. Er studierte ab 1874 Physik, Mathematik und Philosophie  an der Deutschen Universität Prag (unter anderem bei Ernst Mach und Ferdinand Lippich) und wurde dort Mitglied des Corps Moldavia. 1879 wurde er bei Mach in Physik promoviert. Danach war er dort bis 1890 Assistent von Ernst Mach im Institut für Experimentalphysik. In dieser Funktion hielt er auch Vorlesungen in Prag. 1884 wurde er Privatdozent nach der Habilitation in Prag. 1890 wurde er Assistent von Joseph Stefan an der Universität Wien und 1892 außerordentlicher Professor für theoretische Physik an der Universität Czernowitz als Nachfolger des Mach-Schülers Anton Waßmuth (1844–1927), der nach Innsbruck und später nach Graz ging. 1894 wurde Tumlirz dort ordentlicher Professor. 1905 bis zur Emeritierung (er trat zurück) 1925 war er Professor an der Universität Innsbruck als Nachfolger von Karl Exner. Sein Nachfolger in Innsbruck war sein Doktorand Arthur March (auch Erwin Schrödinger hatte sich Hoffnung auf die Nachfolge gemacht).
1889 wurde er Mitglied der Leopoldina und 1904 der Österreichischen Akademie der Wissenschaften.

## Werk
Er schrieb Lehrbücher zur Potentialtheorie und Elektrodynamik (darunter 1883 das wohl früheste Lehrbuch zur Maxwellschen Elektrodynamik in deutscher Sprache und wahrscheinlich überhaupt, das auch ins Französische übersetzt wurde) und befasste sich neben Elektrodynamik mit Thermodynamik. Im Anschluss an Bernhard Riemann befasste er sich auch mit Stoßwellen. In seinen Vorlesungen in Innsbruck berücksichtigte er schon früh die Radioaktivität, die Entdeckung der Röntgenstrahlen und die Quantentheorie Max Plancks.
In Experimenten meinte er 1908 den Nachweis der Corioliskraft aufgrund der Erdrotation auf den Strudel bei Abfluss von Wasser durch eine Öffnung erbracht zu haben. Dabei ließ er das Wasser zwischen zwei parallelen horizontalen Glasplatten in einem zylindrischen Gefäß in eine senkrechte Glasröhre mit vielen kleinen Löchern sehr langsam ausströmen (Geschwindigkeit unter 1 mm pro Minute), wobei die Stromlinien mit einem Farbstoff sichtbar gemacht wurden. Mach berichtet darüber in einem Aufsatz (Inventors I have met, The Monist, 1912, S. 232) und hielt die Demonstration für korrekt. Nach Tai L. Chow waren die Ergebnisse von Tumlirz Experiment nicht eindeutig. Tumlirz leitete in seinem Aufsatz auch die Theorie des Phänomens ab.

## Schriften
- E. Mach, O. Tumlirz, C. Kogler: Über die Fortpflanzungsgeschwindigkeit der Funkwellen. Mit 7 Holzschnitten. 3. Jänner 1878 (Band LXXVII. königl. Akademie d. Wissenschaften, II Abt. Jänner-Heft Jahre. 1878).
- Die Elektromagnetische Theorie des Lichtes, Leipzig 1883 (französische Übersetzung: Théorie électromagnétique de la lumière. Hermann, Paris 1892)
- Das Potential und seine Anwendung zu der Erklärung der elektrischen Erscheinungen. Hartleben, Wien 1884 (englische Übersetzung: Potential and Its Application to the Explanation of Electrical Phenomena. Rivingtons, London 1889).